# 大倉日航飯店管理
日航酒店（日語：株式会社JALホテルズ）是日本大倉飯店经营的全球酒店網路。日航酒店的目标是最高水準的酒店服務。酒店网路包括日航酒店国际（Nikko Hotels International）和日航城市酒店（Hotel JAL City）。現為大倉日航酒店集團成員。

## 历史
- 日航酒店在1970年由日本航空子公司運作。
- 1996年7月1日，日本航空發展公司更名為日航酒店公司，專注於酒店業務之上。
- 1999年4月1日，與日本航空酒店公司合併，日航酒店管理銀座日航酒店及川崎日航酒店。這加強了日航集團在酒店營運的能力。
- 2019年1月18日，名古屋錦日航城市酒店開業，為東海地方的首間日航酒店。[1]
- 2019年12月9日，東京豐州日航城市酒店開業，為關東地方的第四間日航酒店。[2]

## 品牌

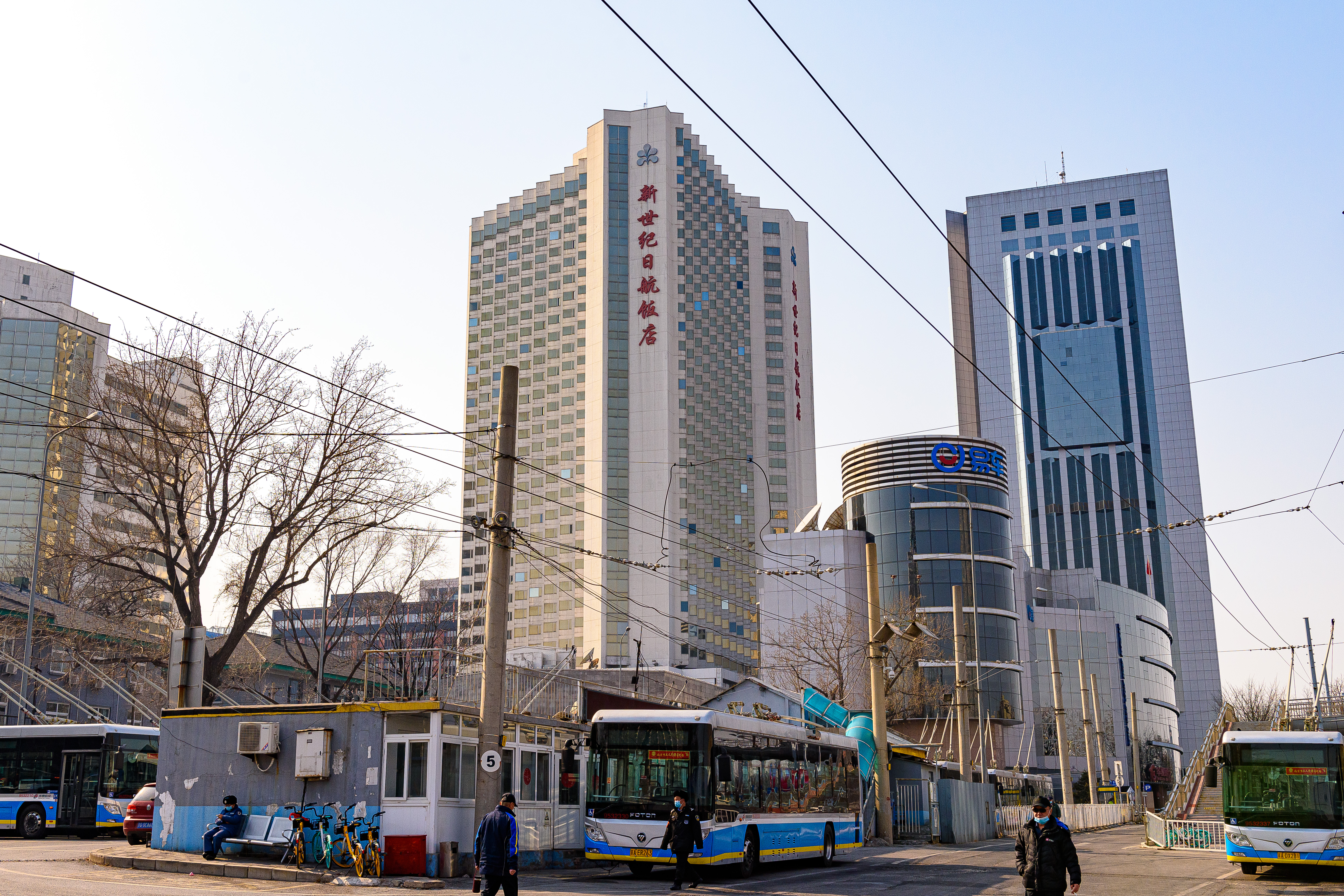
北京新世纪日航饭店，外立面上为日航酒店国际的标志

日航酒店在全球共有以“日航酒店国际（Nikko Hotels International）”（NHI）和“日航城市酒店（Hotel JAL City）”（HJC）两个品牌经营的67家酒店，共计21,406间客房
日航酒店国际（简称日航酒店 Hotel Nikko）於世界各地有根據地，覆蓋主要旅遊以及商業地區。他們亦會提供日航相關於旅遊套餐。
日航城市酒店主要服務商業旅客為主，日航城市酒店主要在機場以及商業區股務。客房提供了現代商業服務。在酒店內有餐廳及會議室，此外亦有商業設施。

## 外部連結
- JAL Hotels（页面存档备份，存于）